# Claire Pichet

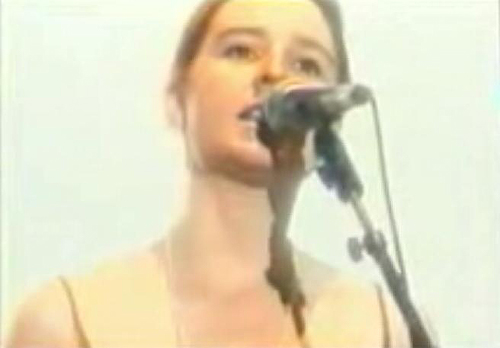
Claire Pichet
(hier bei einer Darbietung im Jahr 2001)

Claire Pichet ist eine französische Sopranistin. Sie tat sich vor allem durch diverse Arbeiten mit dem Komponisten Yann Tiersen hervor und ist in diesem Zusammenhang etwa als Solistin auf dem Soundtrack von „Good Bye, Lenin!“ oder in verschiedenen Stücken auf seinem im Jahr 2002 erschienenen Livealbum C’était ici zu hören. Auch mit Lisa Germano nahm sie einige Stücke auf, kündigte jedoch 2004 überraschend an, aus dem Musikgeschäft vorerst aussteigen zu wollen.

## Diskografie
- 1996: Rue des cascades
- 1997: Le phare
- 1998: La vie rêvée des anges (Filmmusik)
- 1999: La rupture
- 2002: C’était ici (Live)
- 2003: Good Bye, Lenin! (Filmmusik)

## Multimedia
- Claire Pichet als Solistin in Yann Tiersens Aufführung von Rue des cascades auf dem Eurock 2001 (Videoclip bei YouTube)